# Malacoptila
Malacoptila é um género de ave piciforme da família Bucconidae, que compreende os barbudos.
Este género contém as seguintes espécies:
- Barbudo-pardo, Malacoptila fusca
- Barbudo-de-coleira, Malacoptila semicincta
- Barbudo-rajado, Malacoptila striata
- Barbudo-listrado, Malacoptila fulvogularis
- Barbudo-de-pescoço-ferrugem, Malacoptila rufa
- Barbudo-de-loro-branco, Malacoptila panamensis
- Barbudo-de-bigode, Malacoptila mystacalis